# Wherever there is light
Wherever there is light is een ep van de Britse muziekgroep no-man. Het korte album verscheen als opwarmertje voor het livealbum mixtaped van de band, dat eveneens in 2009 moest verschijnen. Het album bevat drie studio-opnamen en twee liveversies van reeds uitgegeven composities. Als toegift werden twee video's meegeperst.

## Musici

### Studio
- Tim Bowness – zang
- Steven Wilson – alle muziekinstrumenten
- Bruce Kaphan – pedal steel guitar
- Theo Travis – dwarsfluit op (1)
- Steve Bingham – elektrische viool (2)

### Live
- Tim Bowness – zang
- Steven Wilson – gitaar
- Michael Bearpark – gitaar
- Steve Bingham – elektrische viool
- Stephen Bennett – toetsinstrumenten
- Pete Morgan – basgitaar
- Andrew Booker – elektronisch slagwerk

## Composities
Allen van Bowness / Wilson:
1. wherever there is light (4:21)
2. death was california (3:02)
3. counting (4:26)
4. carolina skeletons (7:08) (audio)
5. all the blue changes (5:39) (audio)
6. wherever thers is light (video)
7. all the blue changes.

De liveopnamen dateren van 29 augustus 2008, van een concert in de Bush Hall, Londen.
De ep was vanaf mei 2009 verkrijgbaar bij Burning Shed, een internetwinkel; later volgde een openbare uitgave. De hoes en het boekwerkje zijn een ontwerp van de haast vaste ontwerper van de band, fotograaf Carl Glover.